# Randan
Randan ist eine französische Gemeinde mit 1622 Einwohnern (Stand 1. Januar 2022) im Département Puy-de-Dôme in der Region Auvergne-Rhône-Alpes. Sie liegt etwa 14 km südsüdwestlich von Vichy. Randan gehört zum Kantons Maringues. Jean Jacques Mathillon ist seit dem Jahr 2001 Bürgermeister der Gemeinde.

## Bevölkerungsentwicklung
| Jahr                       | 1962 | 1968 | 1975 | 1982 | 1990 | 1999 |
| Einwohner                  | 1225 | 1250 | 1344 | 1438 | 1429 | 1360 |
| Quellen: Cassini und INSEE |      |      |      |      |      |      |

## Sehenswürdigkeiten
- Kirche Saint-Jean
- Kirche Saint-Julien im Ortsteil Jussat (11. Jahrhundert)
- Randan-Brücke (20. Jahrhundert)
- Schloss Randan

## Schloss Randan
Der Ursprung des Schlosses Randan geht auf das Jahr 1204 zurück. Es wurde auf den Grundmauern eines ehemaligen Klosters aus dem 6. Jahrhundert von Beaudoin de Randan errichtet.
Im Jahre 1821 kaufte Madame Adélaïde d’Orléans, Schwester des Bürgerkönigs Louis-Philippe I., das Schloss und ließ es durch den bekannten Architekten Pierre-François-Léonard Fontaine vollständig renovieren. Randan ist das letzte Königliche Gut, das in Frankreich erbaut wurde und eines der wenigen, die in der Provinz gelegen sind.
In der Nacht vom 24. auf den 25. Juli 1925 fiel das Schloss Randan einem Brand zum Opfer. Die Umstände des Brandes wurden nie ganz aufgeklärt. In dem 10 Hektar großen Park kann man heute noch die Reste des Schlosses, die weiträumigen Küchenanlagen, die Kapelle und die Orangerie entdecken. Es ist geplant, das Schloss wiederherzustellen.

## Persönlichkeiten
- Madame Adélaïde d’Orléans (1777–1847), Mitglied der französischen Königsfamilie
- Ferdinand d’Orléans, duc de Montpensier (1884–1924), Mitglied des Hauses Orléans
- Marcel Freydefont (1948–2016), Szenograph, Bühnenbildner, Schauspieler, Regisseur, Autor und Architekturprofessor für Szenologie